# Unir la Izquierda
Unir la Izquierda (en italiano: Unire la Sinistra) fue una pequeña formación política italiana surgida como una corriente interna del Partido de los Comunistas Italianos (PdCI); su líderes fueron Katia Belillo y Umberto Guidoni.
La corriente fue creada antes del Congreso del PdCI de 2008 por los partidarios de la continuación de la coalición La Izquierda - El Arco Iris y el pacto con los demás partidos de izquierda. Belillo se presentó como candidata a la Secretaría General del partidos, pero solo obtuvo el 17% de los votos, siendo elegido Oliviero Diliberto Secretario General. Sin embargo dicha corriente acusó a la dirección del partido por falta de democracia interna. En febrero de 2009 Unir la Izquierda abandonó el PdCI para unirse a la coalición Izquierda y Libertad de cara a las elecciones al Parlamento Europeo de 2009 junto a Movimiento por la Izquierda, Federación de los Verdes, Izquierda Democrática y Unidos a la Izquierda. Dicha coalición se constituyó como partido en octubre de 2010.